# Ariane 6

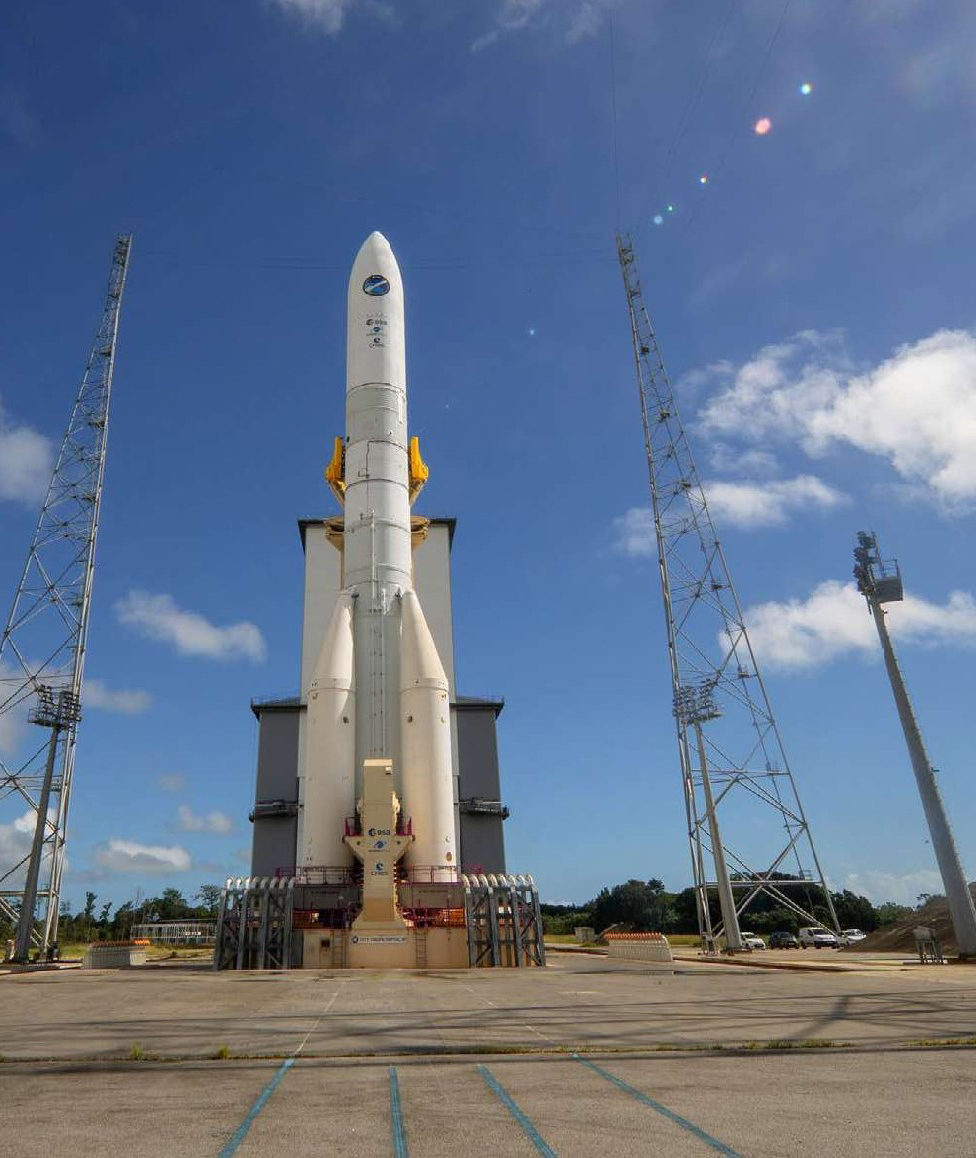
Ariane-6-Trägerrakete am Europäischen Weltraumbahnhof Kourou, Juni 2023

Ariane 6 in den Konfigurationen Ariane 62 mit zwei und Ariane 64 mit vier Feststoffboostern

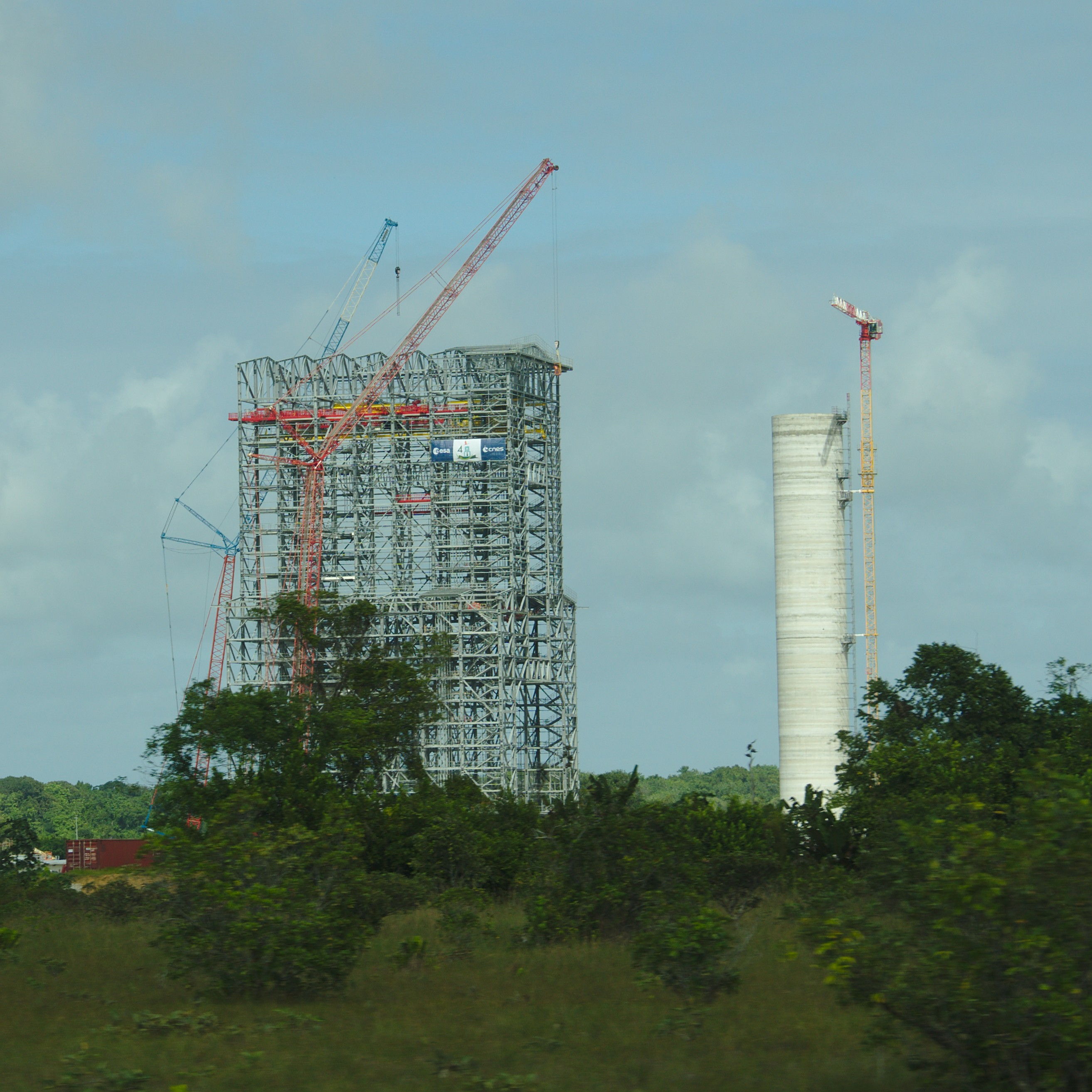
Bau der Startrampe ELA-4 auf dem Gelände des Raumfahrtzentrum Guayana

Die Ariane 6 ist eine europäische Trägerrakete der Ariane-Serie, die unter anderem für den Transport von bis zu 11,5 oder 12 t schweren Nutzlasten in geostationäre Transferbahnen ausgelegt ist. Sie wurde im Auftrag der ESA von dem Industriekonzern ArianeGroup entwickelt. Der Erstflug der Rakete erfolgte am 9. Juli 2024.

## Konzepte und Entwicklung

### Entwicklungsziele
Die beteiligten europäischen Partner aus Europäischer Union, ESA und der Wirtschaft verfolgten vor allem zwei Ziele:
1. Die Wahrung eines unabhängigen Zugangs zum Weltraum für verschiedenste unbemannte Missionen basierend auf europäischer Technik.
2. Die Verbesserung der Wettbewerbssituation angesichts eines wachsenden Marktes an kommerziellen Anbietern für Satellitenstarts.

Als Zielstellung für die Kostenersparnis wurde der Faktor 2 genannt, also eine Halbierung der Startkosten pro Mission. Dies sollte durch verschiedene Maßnahmen im Bereich Organisation, Produktionsoptimierung und moderne industrielle Verfahren wie 3D-Druck erreicht werden. Der Hersteller ArianeGroup schrieb dazu: „Die Organisation der Produktion wurde völlig überarbeitet und optimiert. Aufgrund der Erfahrungen mit der Ariane 5 und des langjährigen Kunden-Feedbacks setzt die ArianeGroup auf eine Logik der ‚Entwicklung für den Betrieb‘. […] bis hin zur Entwicklung gemeinsamer Elemente mit der Trägerrakete Vega-C.“
Das Ziel der Kostenhalbierung wurde nicht erreicht. Statt des angestrebten minimalen Startpreises von 70 Millionen € wird mit Stand März 2024 ein Preis von deutlich über 100 Millionen € je Ariane-6-Start erwartet.

### Entwicklungsgeschichte
Das Ariane-6-Projekt durchlief von 2010 bis 2014 verschiedene Entwurfsansätze, um die zukünftigen Anforderungen der Europäischen Weltraumorganisation zu erfüllen.
Die Planungen für die Ariane 6 sahen die Verwendung von Festtreibstoff vor, bis auf die Oberstufe, die  flüssigem Wasserstoff und Sauerstoff angetrieben werden sollte. Diese sollte von der Ariane 5 ME kommen. EADS Astrium erhielt deshalb am 30. Januar 2013 von der ESA den Auftrag, die genaue Bauweise (Stufengrößen und Anzahl der Booster und deren Größen) der Ariane 6 mit 3 t bis 6,5 t maximaler Nutzlast festzulegen. Anders als die Ariane 1 bis Ariane 5 sollte die Ariane 6 ursprünglich nicht mehr für Doppelstarts von zwei Satelliten auf einmal in eine geostationäre Transferbahn (GTO) ausgelegt sein.
Während des Jahres 2014 änderte sich das Konzept der Rakete erneut. Die dreistufige Ariane 6 sollte nun mit zwei oder vier Feststoffboostern ausgestattet werden. Die erste Stufe sollte Festtreibstoff verbrennen und die beiden oberen H2 und O2.
Im September 2014 wurde ein nochmals überarbeitetes Konzept vorgestellt. Die nunmehr zweistufige Rakete verwendet in der ersten Stufe ein Vulcain-2-Triebwerk und in der zweiten ein Vinci-Triebwerk, die beide mit hohem spezifischem Impuls kryogenen Wasser- und Sauerstoff verbrennen. Es gibt eine Version mit zwei und eine mit vier Feststoffboostern. Die Nutzlast beträgt 5 t bzw. 11,5 t beim Transport in eine niedrige Erdumlaufbahn (LEO). Die stärkere Version ermöglicht, anders als ursprünglich geplant, auch Doppelstarts mit zwei etwa 4,5 t schweren Satelliten. Die Startkosten je Kilogramm Nutzlast sollen etwa halb so hoch sein wie bei der Ariane 5. Die Elemente der Ariane 6 sollen in Kourou aus Kostengründen horizontal zusammengesetzt werden. Die Ariane 5 dagegen wurde vertikal stehend montiert.
Am 2. Dezember 2014 sagten die Minister der Mitgliedsstaaten der Europäischen Weltraumagentur (ESA) rund vier Milliarden Euro für die Entwicklung der Ariane 6 zu.
Der Entwicklungsauftrag erging am 12. August 2015 an die ArianeGroup.
Im März 2018 veröffentlichte Arianespace ein neues Benutzerhandbuch mit geänderten Leistungsdaten: Die Rakete ist jetzt ausdrücklich für alle denkbaren Zielorbits wie LEO, SSO, MEO, GTO, GEO, HEO und Fluchtbahnen konzipiert, die Nutzlast der 64er-Version bei GEO-Zielorbit beträgt jetzt 5,0 t, in den GTO 11,5 t und zum Mond (LTO) 8,2 t bis 8,5 t (trotz Deorbit der Oberstufe). Es gibt einen optionalen Nutzlastadapter, der es erlaubt, mehrere kleine standardisierte Satelliten als sekundäre Nutzlasten mitzuführen.
Im Oktober 2018 wurden erste Qualifikationstests für das Vinci-Triebwerk abgeschlossen und im Juli 2019 die für das Vulcain. Dies war Voraussetzung für eine Fortsetzung des Ariane-6-Projekts. Nach der ESA-Ministerkonferenz am 17. April 2019 gab Arianespace die Produktion der ersten 14 Ariane 6 in Auftrag.
Im März 2021 wurde Josef Aschbacher neuer ESA-Generaldirektor und ließ den Entwicklungsstand der Ariane 6 prüfen. Dabei kamen besorgniserregende technische Probleme zutage. Eigentlich hätte die Ariane 6 noch vor der Ausmusterung der Ariane 5 im Jahr 2023 in Betrieb gehen sollen, aber dieser Termin war nicht mehr haltbar.
Im November 2023 sollte das Vulcain-2.1-Triebwerk der Ariane-6-Hauptstufe einen Probelauf über die volle Brenndauer von knapp acht Minuten absolvieren. Der Test wurde nach gut sieben Minuten abgebrochen, nach ESA-Angaben wegen eines Sensordefekts.
Ein abschließender Test der Oberstufe fand im April 2024 auf dem DLR-P5.2-Teststand in Lampoldshausen statt. Dabei wurden spezielle Betriebszustände simuliert, die nicht planmäßig vorgesehen sind, aber unter bestimmten Bedingungen auftreten können. Insbesondere wurden die Hilfstriebwerke (Auxiliary Propulsion Unit, APU) getestet, die dafür vorgesehen sind, die Nutzlasten in unterschiedlichen Umlaufbahnen auszusetzen. Darunter waren drei Dauertests über insgesamt 66 Minuten.

## Einsätze
Am 24. April 2024 wurde die erste flugfähige Ariane 6 von der Fertigungshalle zum Startplatz transportiert und zur Endmontage aufgerichtet. Die beiden Booster wurden am 25. und 26. April zum Startplatz gebracht und mit der Rakete verbunden. Der Erststart erfolgte am 9. Juli 2024 und war ein Teilerfolg: Es konnten nur neun von elf Nutzlasten ausgesetzt werden, da die dritte Zündung des Triebwerks der zweiten Raketenstufe fehlschlug.
Arianespace brachte mit dem zweiten Raketenstart, der zugleich der erste kommerzielle Flug war, am 6. März 2025 den französischen Aufklärungssatelliten CSO 3 in den Orbit.

## Teilnehmer
An Entwicklung und Produktion der Ariane 6 sind Unternehmen aus 13 ESA-Mitgliedsstaaten beteiligt. Folgende Staaten sind zu unterschiedlichen Prozentsätzen an dem Projekt beteiligt:
 Belgien (3,8 %),  Deutschland  (20,8 %),  Frankreich  (55,6 %),  Irland  (0,1 %),  Italien  (7,7 %),  Niederlande  (1,6 %),  Norwegen  (0,4 %),  Österreich  (0,4 %),  Rumänien  (0,3 %),  Schweden  (1,5 %),  Schweiz  (2,4 %),  Spanien  (4,7 %) und  Tschechien  (0,7 %).

## Technik

### Aufbau
Die Ariane 6 ist, je nach Länge der Nutzlastverkleidung, zwischen 52 m und 61 m hoch. Die beiden Wasserstoff/Sauerstoff-Stufen und die Nutzlastverkleidung haben einen Durchmesser von 5,4 m. Die erste Stufe soll mit 140 t Treibstoff (H2/O2) betankt werden und die zweite mit 31 t. Beide Stufen haben jeweils zwei separate Tanks für Wasserstoff und Sauerstoff. Der Stufenadapter zwischen 1. und 2. Stufe ist lang, sodass das Vinci-Triebwerk, anders als noch bei der Ariane 5ME vorgesehen, keine ausfahrbare Schubdüse benötigt, sondern in voller Länge hineinpasst. Die Oberstufe kann bis zu fünf Mal gezündet werden. Die Ariane 6 ist beim Start so schwer, dass der Schub des Vulcain-2.1-Triebwerks nicht ausreicht, um sie abheben zu lassen. Sie benötigt dazu mindestens zwei Feststoffbooster. Die zwei oder vier Feststoffbooster des Typs P120 enthalten je etwa 142 t Festtreibstoff und haben jeweils einen Durchmesser von 3,4 m und eine Höhe von 13,5 m mit Verkleidung. Eine Version mit einer höheren Nutzlastkapazität soll verbesserte P120 Triebwerke mit dem Namen P160C einsetzen, die je mit etwa 12 t mehr Treibstoff beladen werden sollen.
In der Nutzlastverkleidung kann direkt unter der Nutzlast optional eine auf Kundenwunsch missionsspezifisch angepasste mehrfach zündbare Astris-Kickstufe eingebaut werden, die die Nutzlast auch auf ungewöhnlichen Flugbahnen direkt in den Zielorbit bringen kann. Dies ermöglicht das Aussetzen mehrerer Satelliten in verschiedene Umlaufbahnen sowie Missionen zum Mond, zum Mars oder zu Asteroiden. Die Hera-Mission sollte zum ersten Mal diese Kickstufe verwenden. Hera wurde aber letztlich mit einer Falcon 9 gestartet und die Kickstufe kam nicht zum Einsatz.

### Daten der Komponenten
| Raketentyp          | Ariane 62                                       | Ariane 64                                       |
| ------------------- | ----------------------------------------------- | ----------------------------------------------- |
| Status              | im Einsatz                                      | im Einsatz                                      |
| Maximale Nutzlast   | 05,0 t GTO 10,35 t LEO                          | 11,5 t GTO 21,65 t LEO                          |
| Komponente          | Feststoffbooster                                | Feststoffbooster                                |
| Stufenname          | Equipped Solid Rocket (ESR)                     | Equipped Solid Rocket (ESR)                     |
| Triebwerk           | P120                                            | P120                                            |
| Länge               | 16 m                                            | 16 m                                            |
| Durchmesser         | 03 m                                            | 03 m                                            |
| Masse               | Leergewicht: 2 × 011 t einTreibstoff: 2 × 142 t | Leergewicht: 4 × 011 t einTreibstoff: 4 × 142 t |
| Schub Ø (max.) (kN) | 2 × 4500 = 9000 kN                              | 4 × 4500 = 18000 kN                             |
| Brennzeit           | 135 s                                           | 135 s                                           |
| Treibstoff          | APCP (AP, Al, HTPB)                             | APCP (AP, Al, HTPB)                             |
| Komponente          | Hauptstufe                                      | Hauptstufe                                      |
| Stufenname          | Lower Liquid Propulsion Module (LLPM)           | Lower Liquid Propulsion Module (LLPM)           |
| Triebwerk           | Vulcain 2.1                                     | Vulcain 2.1                                     |
| Länge (m)           | 29 m                                            | 29 m                                            |
| Durchmesser         | 05,4 m                                          | 05,4 m                                          |
| Masse               | 140 t (Treibstoff)                              | 140 t (Treibstoff)                              |
| Schub am Boden      | ≥ 0960 kN                                       | ≥ 0960 kN                                       |
| Schub Vakuum        | ≥ 1350 kN                                       | ≥ 1350 kN                                       |
| Brennzeit           | 460 s                                           | 460 s                                           |
| Treibstoff          | LOX / LH2                                       | LOX / LH2                                       |
| Komponente          | Oberstufe                                       | Oberstufe                                       |
| Stufenname          | Upper Liquid Propulsion Module (ULPM)           | Upper Liquid Propulsion Module (ULPM)           |
| Triebwerk           | Vinci                                           | Vinci                                           |
| Länge               | 11,5 m                                          | 11,5 m                                          |
| Durchmesser         | 5,4 m                                           | 5,4 m                                           |
| Masse               | 31 t (Treibstoff)                               | 31 t (Treibstoff)                               |
| Schub max.          | 180 kN                                          | 180 kN                                          |
| Brennzeit (s)       | 900 s; wiederzündbar                            | 900 s; wiederzündbar                            |
| Treibstoff          | LOX / LH2                                       | LOX / LH2                                       |